# Helen Denman
Helen Jennifer Denman (* 4. September 1976 in Perth) ist eine ehemalige australische Schwimmerin. Sie gewann bei Olympischen Spielen eine Silbermedaille, bei Weltmeisterschaften zwei Silbermedaillen und bei Commonwealth Games zwei Goldmedaillen.

## Sportliche Karriere
Die 1,82 Meter große Helen Denman war eine Spezialistin im Brustschwimmen. Bei der Universiade 1995 in Fukuoka wurde sie Zweite über 100 Meter Brust hinter der Südafrikanerin Penelope Heyns. Bei den Olympischen Spielen 1996 in Atlanta erreichte Denman den dritten Platz im B-Finale über 100 Meter Brust und belegte damit den elften Platz in der Gesamtwertung. Ihre Mannschaftskollegin Samantha Riley belegte den dritten Platz im A-Finale. Die Lagenstaffel erreichte in der Besetzung Nicole Stevenson, Helen Denman, Angela Kennedy und Sarah Ryan das Finale mit der zweitbesten Zeit. Im Endlauf schwammen Nicole Stevenson, Samantha Riley, Susie O’Neill und Sarah Ryan fast vier Sekunden schneller als die Vorlaufstaffel und wurden Zweite hinter der Staffel aus den Vereinigten Staaten. Alle sechs eingesetzten Schwimmerinnen erhielten eine Silbermedaille.
1997 belegte Denman den sechsten Platz über 100 Meter Brust bei den Pan Pacific Swimming Championships in Fukuoka. Anfang 1998 fanden die Weltmeisterschaften in Perth statt. Über 100 Meter Brust gab es ein recht enges Finale. Es gewann Kristy Kowal aus den Vereinigten Staaten mit 0,09 Sekunden Vorsprung vor Helen Denman. Dritte wurde 0,15 Sekunden hinter Denman die Kanadierin Lauren Van Oosten vor der Ungarin Ágnes Kovács und Penelope Heyns. In der Lagenstaffel qualifizierten sich Meredith Smith, Samantha Riley, Angela Kennedy und Sarah Ryan mit der zweitschnellsten Zeit für den Endlauf. Dort waren Meredith Smith, Helen Denman, Petria Thomas und Susie O’Neill dreieinhalb Sekunden schneller als die Vorlaufstaffel. Mit drei Sekunden Rückstand auf das Quartett aus den Vereinigten Staaten erhielten die Australierinnen die Silbermedaille vor den Japanerinnen. Im September 1998 fanden in Kuala Lumpur die Commonwealth Games 1998 statt. Über 100 Meter Brust siegte Denman vor Samantha Riley und Lauren Van Oosten. Eine zweite Goldmedaille gewann Denman mit der Lagenstaffel. Im April 1999 belegte Denman in Hongkong den vierten Platz über 50 Meter Brust bei den Kurzbahnweltmeisterschaften 1999.